# Władysław II Jagiełło
Jogaila, sau này là Władysław II Jagiełło (phát âm tiếng Ba Lan: [vwadɨˈswaf jaˈɡʲɛwːɔ] ⓘ) (sinh khoảng năm 1352/1362 - mất ngày 1 tháng 6 năm 1434) là Đại vương công Lietuva (1377-1434) và sau đó là vua Ba Lan (1386-1434), lần đầu tiên cùng với người vợ của mình Jadwiga cho đến 1399, và sau đó vua duy nhất của Ba Lan. Ông cai trị trong Litva từ 1377. Có nguồn gốc là người pagan, trong năm 1386 ông đã chuyển sang Công giáo và được rửa tội Władysław ở Kraków, ông cưới nữ vương Jadwiga, và lên ngôi vua của Ba Lan với vương hiệu Władysław II Jagiełło.
Trong năm 1387, ông chuyển Litva sang Kitô giáo và lập triều đại của riêng mình tại Ba Lan bắt đầu năm 1399, sau cái chết của nữ vương Jadwiga. Triều đại của Wladyslaw II kéo dài hơn ba mươi lăm năm và đặt nền móng cho liên minh Ba Lan-Litva dài cả hàng thế kỷ. Ông là thành viên của triều đại Jagiellon tại Ba Lan mang tên ông và trước đây cũng được biết đến là một nhánh của triều đại Geminid trong đại công quốc Lithuania. Triều đại cai trị cả hai quốc gia cho đến 1572, và trở thành một trong những triều đại có ảnh hưởng nhất vào cuối thời Trung cổ và đầu thời cận đại ở Trung và Đông Âu. Trong suốt triều đại của ông, nhà nước Ba Lan-Litva là nhà nước lớn nhất trong thế giới Kitô giáo. 
Jogaila là nhà cai trị Pagan cuối cùng của thời trung cổ Litva. Sau khi trở thành vua của Ba Lan, như là kết quả của Liên minh Krewo, liên minh Ba Lan-Litva mới thành lập đã đối đầu với sức mạnh ngày càng tăng củaHiệp sĩ Teuton. Những chiến thắng liên minh trong trận Grunwald trong năm 1410, tiếp theo là hòa ước Thorn, bảo đảm biên giới Ba Lan và Lithuania và đánh dấu sự xuất hiện của liên minh Ba Lan-Litva là một lực lượng đáng kể ở Đông Âu và Trung Âu cuối thời kỳ Trung cổ và đầu thời kỳ hiện đại. Triều đại Władysław II Jagiełło mở rộng biên giới Ba Lan và thường được coi là sự khởi đầu của Thời kỳ hoàng kim Ba Lan.

## Những năm đầu
Năm sinh của Jogaila vẫn còn gây tranh cãi của các nhà khoa học. Năm 1990, Wdowiszewski trong một nghiên cứu đã xác định ông sinh năm 1352, là con trai thứ trong số 12 người con của của công tước Lithuania Algirdas và hoàng hậu Uliana xứ Tver. Tên "Jagiellon" được ghép từ tên của ông - "jotis" + "gaili" nghĩa là: người lái mạnh mẽ".
Thời cha ông làm Công tước Lithuania, đất Lithuania có dân số khoảng 2 triệu người và có diện tích khoảng 900.000 km²; xã hội gồm 4 tầng lớp: quý tộc, thị dân, nông dân và nô tỳ (gồm luôn cả tù binh). Các burghers không phải là một lực lượng lớn ở Lithuania, vì không cư trú ở các thành phố. Hành chính ở Lithuania được chia thành nhiều tỉnh do các thống đốc cai trị. Các công tước của nhà Gediminid tăng cường bành trướng lãnh thổ với Ruthenia, Ba Lan và Hiệp sĩ Teutons.

## Đại vương công Lietuva (1377 - 1382)
Sau cái chết của cha là Algirdas, Jogaila được cử làm công tước trên danh nghĩa ở Lithuania với sự phò trợ của người chú Kestutis. Vừa cầm quyền ít lâu, Jogaila lập tức hứng chịu đợt tấn công của liên quân Ba Lan-Hungary do Ludwik Andegaweński cầm đầu để chống lại Kestutis (vì ông này nghĩ Kestutis chiếm ngôi của cháu) trong khi ông này (Jogaila) dự tính quấy rối Teutons. Mùa đông năm 1377, người anh em là Andrzej Garbaty khởi loạn chống lại Jogaila. Thất bại, Andrzej trốn sang Moscow kêu gọi công vương Dmitri Donskoy trả thù. Để giải quyết, Jogaila đã loại bỏ Andrzej khỏi ngai vàng của Połock, ký thỏa thuận ngừng bắn với Ba Lan-Hungary

### Tranh giành quyền lực
Trước năm 1377, hai anh em Algirdas (Olgierd) - Kestutis đã cùng nhau cai trị Đại công quốc Lithuania. Algirdas quản lý các tỉnh phía đông của Đại công quốc, nơi sinh sống chủ yếu bởi Slavs, tín đồ của Giáo hội Chính Thống. Kestutis quản lý phía tây của Đại công quốc, bao gồm cả việc phòng thủ chống lại quân Teutons. Sau khi Algirdas mất và con trai Jogaila kế vị, Kiejstut và Witold tiếp tục hợp tác với Jogaila để chống lại Andrzej Olgierdowicz, công vương Połocki và Pskowski, anh cùng cha khác mẹ của Jogaila.
Lợi dụng cơ hội đó, Hiệp sĩ Teutons mở cuộc tấn công vào Lithuania vào mùa đông 1378. Quân đội Teutons xâm chiếm Brest, sông Prypec, Upita. Một cánh quân khác của Teuton đe dọa thủ đô Vilnius. Năm 1379, anh trai của Jogaila, Skirgiełło đã đến doanh trai của Hiệp sĩ Teutons để thương lượng, nhằm buộc đối phương chấm dứt sự giúp đỡ cho Andrzej Olgierdowicz. Có tin đồn rằng Skirgiełło cũng đã viếng thăm Hoàng đế Sigismund của Thánh chế La Mã. Tiếp sau Skirgiełło, người chú Kestutis cũng đàm phán với Hiệp sĩ Teutons và đã đạt được thỏa thuận ngừng bắn kéo dài 10 năm ở Trakai - tuy nhiên thỏa thuận này chỉ bảo vệ hòa bình ở vùng phía Nam, riêng phía Bắc và miền tây Lithuania vẫn bị các cuộc tấn công của các Hiệp sĩ Teutons.

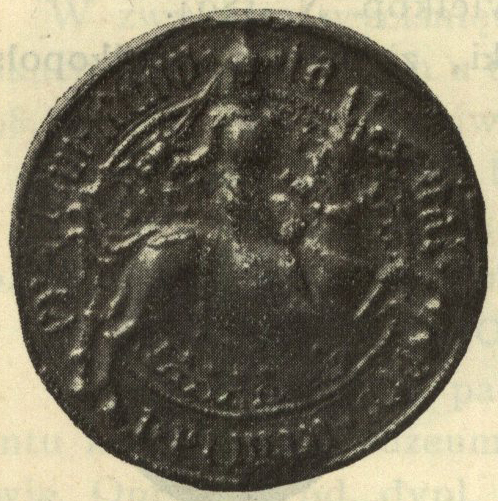
Huy hiệu của Jogaila những năm 1377 – 1386, khi ông là Đại Vương công của xứ Litva.

Nhưng đến năm 1380, Jogaila không cần người chú của mình đã quyết định ký với Teutons một thỏa thuận ngừng bắn kéo dài 5 năm để bảo vệ đất đai của ông ở Połock. Vào ngày 31 tháng 5 năm 1380, Jogaila và Winrych von Kniprode (thống lĩnh Teutons) đã ký một hiệp ước bí mật ở Dawidyszki với ý đồ mượn tay của kẻ thù (Teutons) bí mật chống lại Kestutis. Các sử gia về sau đổ lỗi cho Julianna, mẹ Jogaila đứng sau sự việc này. Họ suy ra các lý do: (1) Kestutis đã khoảng 80 tuổi và quyết tâm không chấp nhận Kitô giáo; trong khi Jogaila khoảng 30 tuổi và tìm cách để biến đổi và hiện đại hóa đất nước; (2) Hiệp ước này được ký để chống lại Andrzej Olgierdowicz và những người ủng hộ ông ta - anh trai Dymit Starsze và Dmitry Ivanovich Donskoy, Đại công tước của Moscow. Hiệp ước này đảm bảo cho Jogaila liên minh với hãn Kim Trướng (Lều vàng) gây chiến chống Dmitry Ivanovich Donskoy, Đại công tước của Moscow trong Trận Kulikovo.

### Cuộc xâm lăng của Hiệp sĩ Teutons và sự tiếm ngôi Lithuania của Kiejstut (Kestutis) năm 1381
Công khai xé bỏ Hiệp ước, quân Teutons hai lần xâm chiếm Công quốc Trotsky và Żmudź. Trong cuộc tấn công vào Trakai, quân địch ném bom phá hủy Naujapilis và bắt đi 3.000 tù nhân. Vào tháng 8 năm 1380, tư lệnh Ostróda, cha đỡ đầu của Danuta Anna Litewska, đã thông báo cho Kiejstut về một hiệp ước bí mật. Xung đột đã trở thành không thể tránh khỏi. Vào tháng 8 năm 1381, Kiejstut (Kestutis) đã kích động cuộc nổi dậy ở Połock chống lại Skirgielle. Lợi dung khi Jogaila vắng mặt, Kiejstut tiến chiếm ngôi Đại vương công Lietuva. Vị tân công tước mới đã ra lệnh bắt giam Jogaila, tử hình viên cố vấn Vaidila. Để được tự do, Jogaila tuyên bố trung thành với Đại công tước và được trả tự do. Jogaila đã nhận được sự đồng thuận của Krewo và Vitebsk, trong khi Kiejstut đang chiến đấu chống lại Hiệp sĩ Teutons. Quân đội của Kiejstut tấn công Warmia và cố gắng làm chủ Georgenburg (Jurborka).

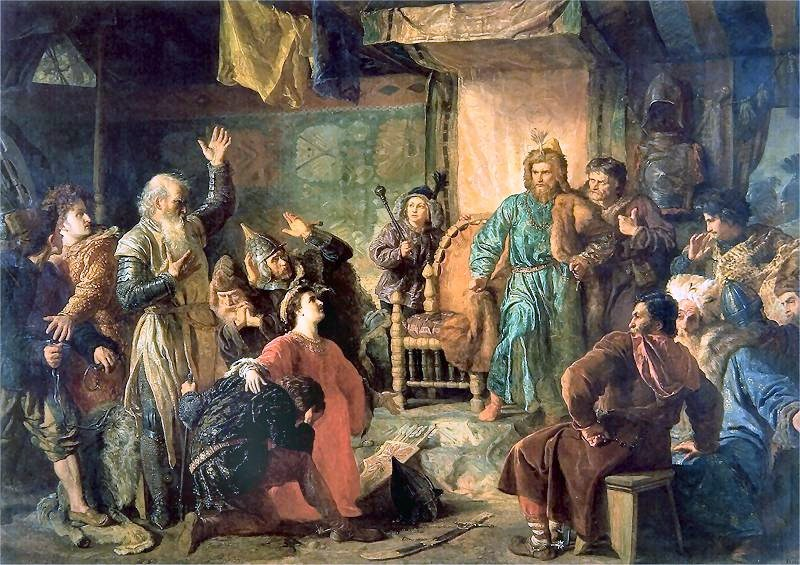
Jogaila bắt giữ Kęstutis và Vytautas, tranh sơn dầu trên vải của Wojciech Gerson khoảng năm 1873.

Ngày 12 tháng 6 năm 1382, Kestutis bắt đầu cuộc đấu tranh chống lại Dmitry Korybut của Nowogród Siewierski, Witold đến Trakai và Jogaila tiến đến Vilnius với sự giúp đỡ của đội quân khởi nghĩa do Hanul dẫn đầu. Nhân dân Lithuania vốn không hài lòng với chính sách thương mại của Kestutis, nhất là thương mại với vùng Livonia nên đã ủng hộ Jogaila lên ngai vàng. Witold quyết giữ Troski sau khi ký thỏa thuận ngừng bắn với Teutons. Ít lâu sau, Kestutis (cha của Witold) tập hợp những người theo ông ở Samogitia - con trai của ông Witold đang tìm kiếm một đội quân ở Grodno, và người anh trai của ông là Lubart đã tuyển dụng các hiệp sĩ trong vương quốc Halycho-Volyn. Vào tháng 8 năm 1382, quân đội Kiejstut và Jogaila quyết định gặp nhau ở Troski, nhưng điều này không xảy ra. Theo tư liệu của Teutons, Kiejstut lưu ý rằng Jogaila, được hỗ trợ bởi các Hiệp sĩ Teuton, có sức mạnh vượt trội, trong khi người Samogitians của ông không muốn chiến đấu. Tháng 8/1382, Jogaila khởi sự đàm phán với Kiejstut. Nhưng khi Kiejstut và Witold đến trại của Jogaila để đàm phán, tất cả đã bị bắt lại hết và bị giam ở lâu đài Krewa, quân đội bị giải tán. Năm ngày sau ki bị giam giữ, Kiejstut đã được Skirgiello tìm thấy là đã chết. Theo suy luận của Jogaila, Kiejstut có thể đã tự sát. Jogaila thương tiếc nên tổ chức lễ tang cho người chú rất lớn ở Vilnius, sau đó cho hỏa tàng thi hài cùng các vật dụng.

### Vấn đề Witold

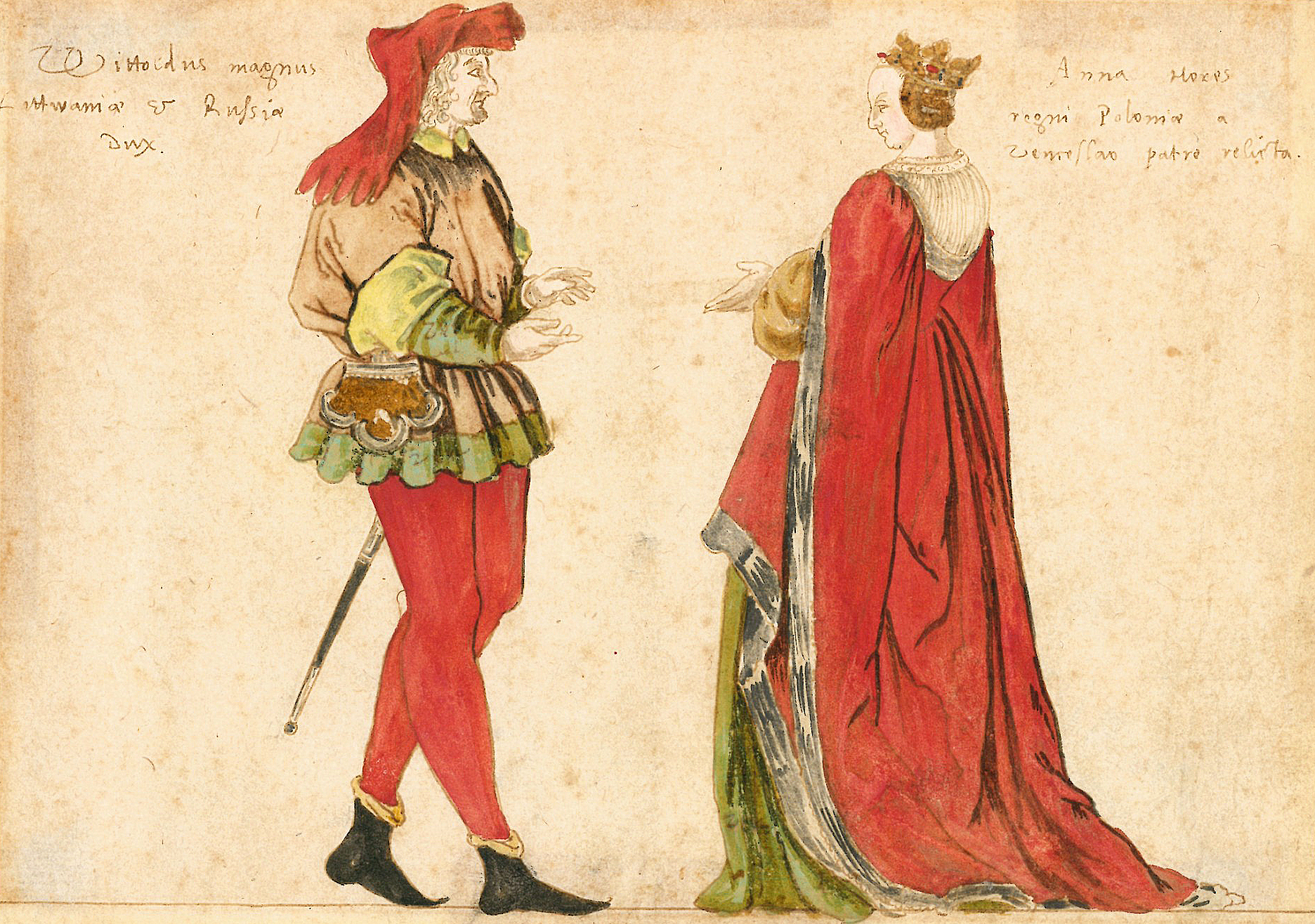
Chân dung Witold cùng vợ là Anna khoảng đầu thế kỷ 16.

Witold vẫn ở trong tù cho đến mùa thu năm 1382. Ông ta trốn thoát được bằng cách thay đổi quần áo tù và sự giúp đỡ của người thăm nuôi là bà vợ Anna. Ra khỏi nguc, Witold thực hiện việc đầu tiên là tìm sự giúp đỡ từ em gái Danuta và chồng cô, Hoàng tử Janusz của Warsaw, sau đó ông ta tìm kiếm sự giúp đỡ từ Ziemowit IV, Công tước Mazovia. Cuối cùng, Witold tìm kiếm được sự giúp đỡ từ chính kẻ thù của Jogaila, Hiệp sĩ Teutons để yêu cầu sự giúp đỡ quân sự để chống lại Jogaila, nhưng chỉ nhận được cái chấp nhận hời hợt vì cũng chính Teutons đang đàm phán với Jogaila. Tháng 10/1382, Jogaila ký kết hiệp ước Dubis với Hiệp sĩ Teutons. Theo hiệp ước, Jogaila chấp nhận theo Ki-tô giáo 4 năm và không gây chiến nếu không được Teutons đồng ý; đồng thời Teutons ngầm ký kết tiếp hiệp ước Żmudź, tiếp tục ủng hộ Witold, lên đến sông Dubissa. Tuy nhiên, hiệp ước Teutons - Jogaila không được ký kết vì Jogail ngầm phát động cuộc chiến ở Mazovia mà không thông qua Teutons.

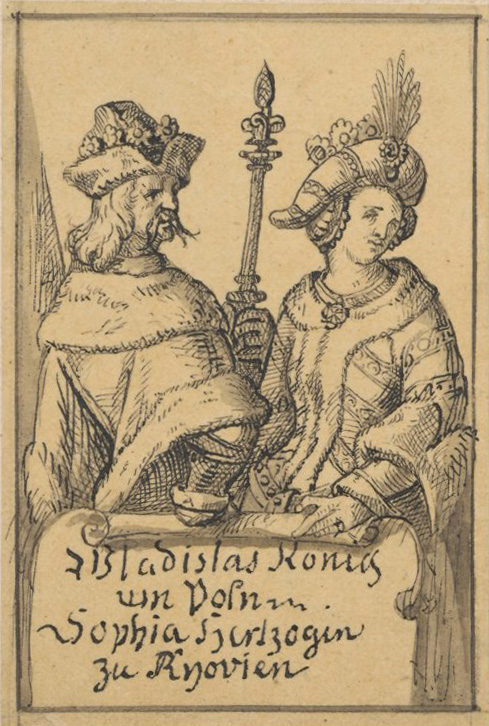
Chân dung Jogaila và Zofia Holszańska bởi Aleksander Lesser vào khoảng thế kỷ 19, hiện đang lưu trữ tại bảo tàng quốc gia Warszawa.

Lợi dụng Jogaila bận giải quyết vấn đề Witold, quân Teutons đang kiểm soát Trakai bèn mở cuộc tấn công vào Vilinius nhưng không thành công. Tháng 10/1383, Witold gia nhập đạo Ki-tô giáo dưới tên thánh Wigand, rồi liên minh với Hiệp sĩ Teutons bởi Hiệp ước Królewiec. Trong khi đó, Jogaila quyết định liên minh với Công quốc Moscow bằng cuộc hôn nhân giữa ông với công nương Sophia, con gái của Đại công Dmitry Ivanovich Donskoy. Để dẹp luôn họa xâm lăng của Hiệp sĩ Teutons do Witold liên minh, Jogaila buộc Witold thần phục bằng biện pháp phong cấp đất đai và từ bỏ liên minh với Teutons (nhưng Witold từ chối đất phong Volhynia và Lutsk, chấp nhận từ chối liên minh với Teutons); Witold chấp thuận và cho phá hủy hai pháo đài của quân Teutons.
Hậu quả là, Witold trở về Lithuania mà không có một thỏa thuận rõ ràng với Jogaila. Ông đã nhận được Grodno, Brest, Podlasie và Wołkowysk. Để nhận được Volhynia sau cái chết của người chú Lubart, Witold đã chịu phép báp têm trong đức tin Chính Thống và trung thành tuyệt đối với Jogaila. Skirgiello vẫn cai trị với Trakai. Để ràng buộc lòng trung thành của Witold, Jogaila bắt ông này phải từ chối Hiệp ước Dubissa với Teutons. Đầu năm 1385, Jogaila cải đạo cho Lithuania sang Công giáo, cưới nữ vương Jadwiga của Ba Lan và lên ngôi vua Ba Lan - Lithuania. Skiergiełlo được thành lập nhiếp chính ở Lithuania. Lợi dụng Jogaila vắng mặt, Andrzej Olgierdowicz phát động cuộc chiến giành ngôi vua Lithuania. Trong cuộc xung đột này, Witold vẫn trung thành và giúp Jogaila và Skirgiello đánh bại Andrzej Olgierdowicz. Nhưng đến tháng 4/1387, Skirgiello được vua Ba Lan phong tặng vùng đất lớn gồm Polock và Trakai, điều này khiến Witold bất mãn. Để xoa dịu, Jogaila quyết định phong cho Witold vùng đất Lutsk và Włodzimierz Wołyński. Ở Lithuania, nhân dân bất mãn với chính sách thân Ba Lan của Skiergiełlo và muốn Lithuania phải độc lập song song với Ba Lan. Hiệp sĩ Teutons vì bị phản bội nên khiêu khích gây chiến với Jogaila. Tình hình này thôi thúc Witold tranh giành quyền lực ở Lithuania lần tiếp theo.

## Vua Ba Lan (1386 - 1431)

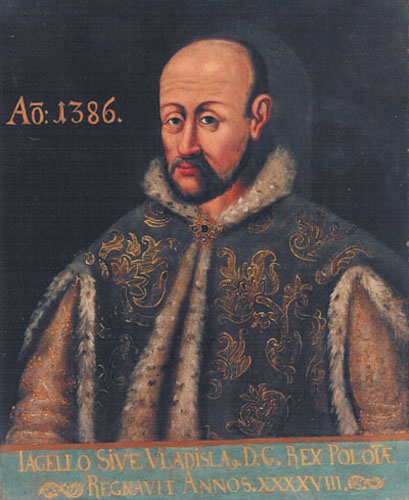
Chân dung Władysław II vào khoảng năm 1386.

Nhằm tránh họa chiến tranh từ Hiệp sĩ Teutons, Jogaila hướng sang liên minh với Ba Lan bằng cách cưới nữ vương Jadwiga của Ba Lan. Nữ vương Ba Lan mới lên ngôi năm 1384 và có hứa hôn với Wilhelm Habsburg để lập đồng minh Ba Lan - Habsburgs. Nhận thức được những lợi ích của Ba Lan trong cuộc đấu tranh với ngoại bang, ông ra sắc lệnh cho phép lập liên minh cá nhân Ba Lan - Lithuania và chấp nhận theo Công giáo Ba Lan. Vào ngày 2 tháng 2 năm 1386, tại Lublin, Jogaila được bầu làm vua của Ba Lan. Vào ngày 15 tháng 2 năm 1386, Jogaila long trọng nhận phép báp têm và tên hiệu mới là Wladyslaw II - lấy theo tên gọi của thánh Wladyslaw, vua Hungaria từ năm 1077 đến 1095. Ba ngày sau, ông kết hôn với Jadwiga và ngày 4 tháng 3, Wladyslaw II được trao vương miện Ba Lan.

### Cuộc đấu tranh giành quyền lực ở Lithuania và sự lên ngôi Công tước Lithuania của Witold (1389 - 1392)
Năm 1389, Wladyslaw II cố gắng hòa giải cuộc xung đột giữa Skirgiełlo và Witold ở Lublin, buộc Witold phải ở đất Lunsk và phải trung thành với Skirgiełlo. Theo lời khai của các Hiệp sĩ Teutons tại Công đồng Constance, Witold lợi dung đám cưới của chị gái mình để âm mưu chiếm lấy Vilnius (đem các xe thịt cỏ khô, hàng hóa có chứa vũ khí và thích khách) nhưng bị điệp viên người Đức phát hiện và các thích khách đều bị giết. Tiếp theo, hai người ủng hộ Witold là anh trai Towciwiłł và anh rể của ông, Ivan Olszanski, đã mất vùng Nowogródek và Holszanach

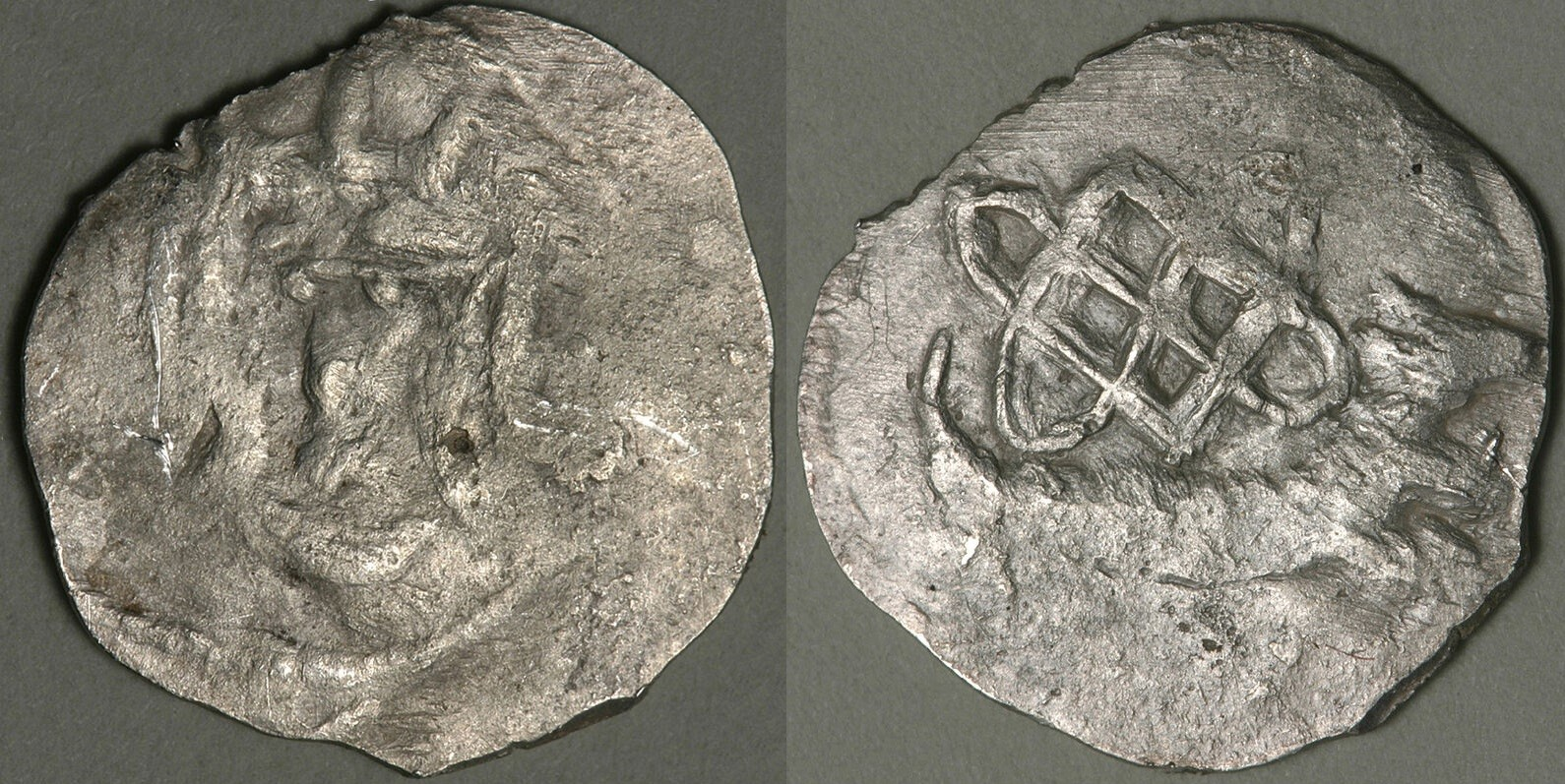
Đồng xu của Jogaila đúc tại Vilinus, khoảng 1386–1387.

Witold sau đó đã phải cầu xin sự giúp đỡ từ các Hiệp sĩ Teutons, ký liền Hiệp ước Eik (19/1/1390) với điều kiện là Witold phải trao con tin cho Teutons gồm: Zygmunt và Towciwiłła, vợ ông Anna, con gái Zofia, chị Ryngałła, Ivan Olszański; đổi lại Teutons được chiếm một vùng đất lớn từ Żmudź đến sông Niewiaża và phải trợ giúp quân sự cho Witold. Đến tháng 5/1390, Hiệp sĩ Teutons kêu gọi một đoàn quân đánh thuê từ Tây Âu, chủ yếu là từ Pháp, Đức và Anh. Trong số những người tham gia có bá tước Henry của Anh và người phát ngôn của Pháp Jean Le Maingre. Khi liên minh thập tự chưa kịp tiến sang Lithuania, quân đội của Wladyslaw II đánh chiếm Podlasie, làm chủ Grodno sau cuộc bao vây 6 tháng trời.

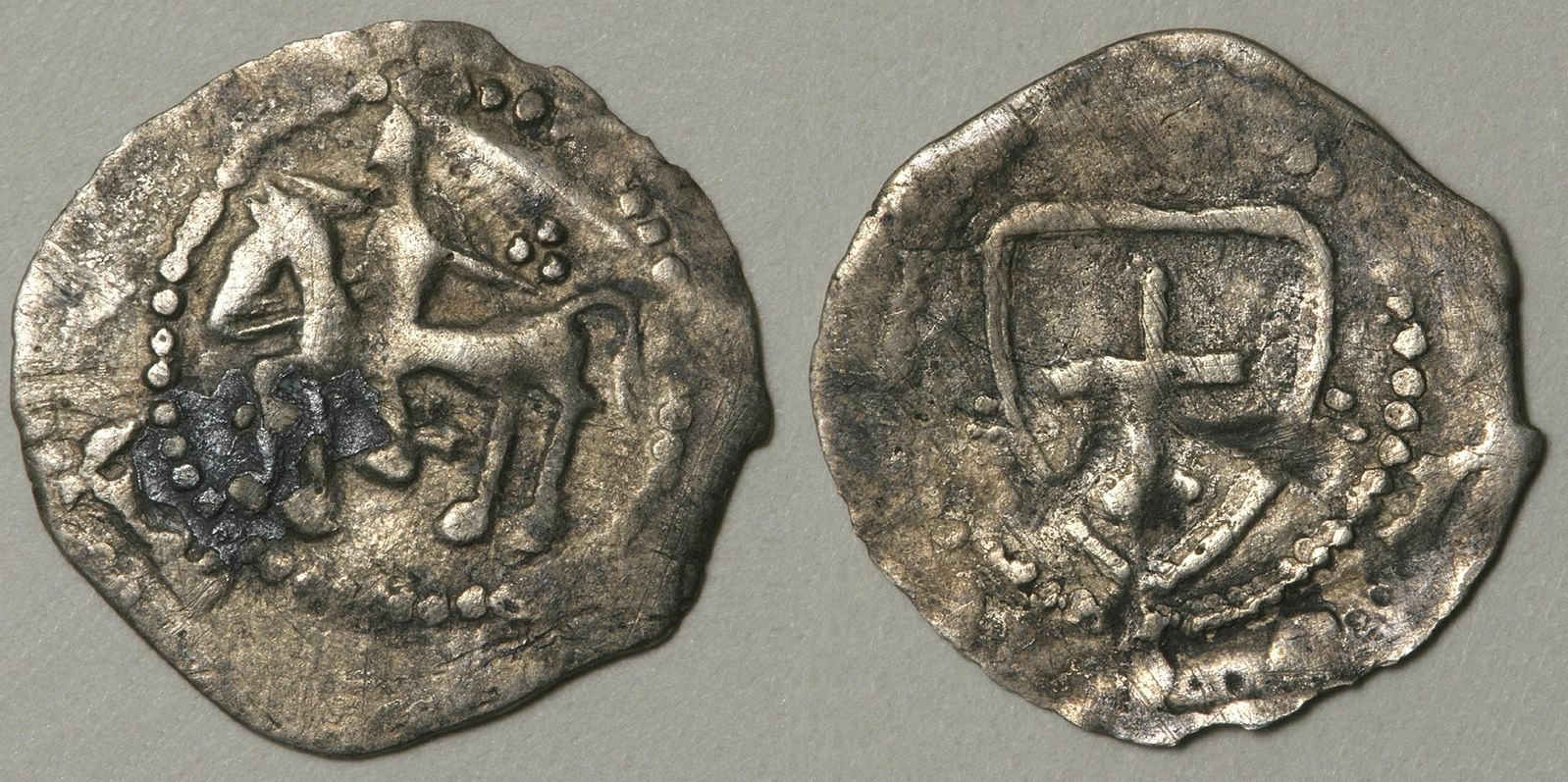
Đồng Denar Litva của Wladyslaw II những năm 1388–1392.

Quân liên minh thực hiện một số chiến dịch nhỏ ở Lithuania. Trong khi đang bao vây Jurborka, thống lĩnh Teutons Konrad Zöllner von Rothenstein bất ngờ qua đời khiến quân Teutons phải bỏ dở cuộc bao vây và rút lui. Tháng 11/1390, quân liên minh Teutons và quân triều đình do Jogaila, Skirgiello chỉ huy tiến hành bao vây lâu đài ở Vilnius. Hai bên chiến đấu quyết liệt và lâu đài Vilnius, lâu đài Brooked thành đống đổ nát. Anh trai của Wladyslaw II và Vitold đều qua đời trong cuộc bao vây. Thời tiết khắc nghiệt và cạn lương khiến hai bên phải lui quân, Teutons quyết định trở về Phổ. Cuộc vây hãm đã không mang lại kết thúc của cuộc xung đột, nhưng nó cho thấy sự bất mãn ngày càng tăng với Wladyslaw II giữa các cư dân địa phương.
Tháng 1/1391, con gái của Witold là công nương Sophia kết hôn với đại công Vasili I của Nga, hình thành liên minh Witold - Vasilii I chống lại Ba Lan. Trong khi đó, một anh trai khác của Wladyslaw II là Lingwen bị truất khỏi ngôi vị Công vương Cộng hòa Novgorod; quân Teutons trì hoãn cuộc gặp với vua Ba Lan để xin viện trợ 6.632 quân (guilders), xây thành Torun và Złotorię, cử Sigismund của Lurxemburg và Władysław Opolczyk làm chỉ huy. Lấy cớ Wladyslaw II xâm chiếm Dobrzyn (nhưng ông này bị đẩy lùi), quân Teutons bất ngờ tấn công và hai lần bao vây Vilnius, đốt phá thành phố Wiłkomierz và Mejszagoła. Quân Ba Lan phản công mạnh, buộc Hiệp sĩ phải lui binh về đất Phổ đã được họ mua lại. Tháng 5/1392, von Wallenrode bắt đầu đàm phán với Sigismund của Lurxemburg về việc mua vùng đất Marchia với giá 500 nghìn guilders và đã thành công vào năm 1402. Năm 1392, các Hiệp sĩ Teutonic đồng ý trả cho Władysław Opolczyk 50.000 Guilders cho khu vực Dobrzyń, nơi vốn thuộc triều đại Piast của Ba Lan xưa kia; nhưng ông này (tức Władysław Opolczyk) không quan tâm đến tình hình phía bắc mà đồng ý mà đề nghị phân chia Ba Lan giữa các Hiệp sĩ Teutons, Đế quốc La Mã thần thánh, Silesia và Hungary, nhưng đề xuất đã bị từ chối.

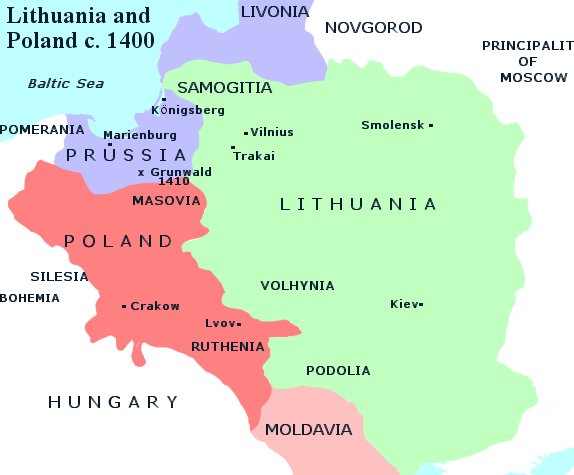
Bản đồ Đại Công quốc Litva và Vương quốc Ba Lan khoảng năm 1400.

Mặc dù tiến hành đàm phán nhiều lần, nhưng cả Wladyslaw II lẫn Witold đều không đạt được lợi thế rõ ràng về các khu vực của Đại vương công Lietuva. Giới quý tộc Ba Lan không hài lòng về cuộc đàm phán này, vấn đề Lithuania chiếm quá nhiều thời gian cai trị của Wladyslaw II kể từ hiệp ước Krewo trở đi. Liên minh Ba Lan - Lithuania đã tăng cường kiểm soát của Ba Lan đối với Red Ruthenia, Moldova và Wallachia thay vì gây rắc rối ở miền Bắc; riêng vua Ba Lan chỉ chú ý đến ổn định tình hình ở miền Nam. Lúc đầu, Wladyslaw II đề cử em trai Wigunt làm Công tước Lithuania, nhưng Wigunt bị chết bất ngờ mà theo tin đồn là bị đầu độc bởi Witold hay Skirgiello. Klemens Moskarzewski được thay thế làm thống đốc mới của Vilnius bởi viên giám mục Jan Oleśnicki của Krakow.
Vào mùa xuân năm 1392, Wladyslaw II đề nghị một cuộc thỏa hiệp với Witold thông qua ý kiến của Henryk Mazowiecki, giám mục của Płock với nội dung là: Witold sẽ là công vương Lithuania nếu ông ta chịu thần phục Jogaila. Đến mùa hè, Witokd chấp nhận thỏa hiệp sau khi thả hết các con tin cho Hiệp sĩ Teutons. Để giữ cho thỏa thuận được bí mật, Witold cho mời đại diện của Hiệp sĩ Teutons đến và "giam lỏng" ở lâu đài Ritterswerder trên Sông Nemunas. Lợi dụng khi Teutons rời đi, quân của Witold bất ngờ tiến đến tàn phá hết các lâu đài trống ở Ritterswerder, Metenburg và Neugarten (Nowe Grodno) gần Grodno. Ngày 4 tháng 8 năm 1392, thỏa thuận Ostrów được ký kết và Witold chính thức trở thành Đại công tước mới của Lithuania với hiệu Vytautas. Còn Skirgiełło đã được gửi đến ngoại vi Kiev như Đại công tước của Kiev, nơi ông qua đời năm 1397. Lithuania trở thành chư hầu của Ba Lan, chính thức độc lập hoàn toàn vào năm 1401 bởi Liên minh Vilnius-Radom. Các Hiệp sĩ bị phản bội và quyết tâm trả thù Witold. Năm 1399, Witold quyết định ký kết hòa ước Salin với Teutons để hướng quân đội đánh khan Kim Trướng, nhưng không thành công. Các anh em của công tước Lithuania tham gia tiếp trận Grunwald, đánh bại hoàn toàn quân Teutons.

### Chiến tranh với Hiệp sĩ Teutons (1409 - 1411)

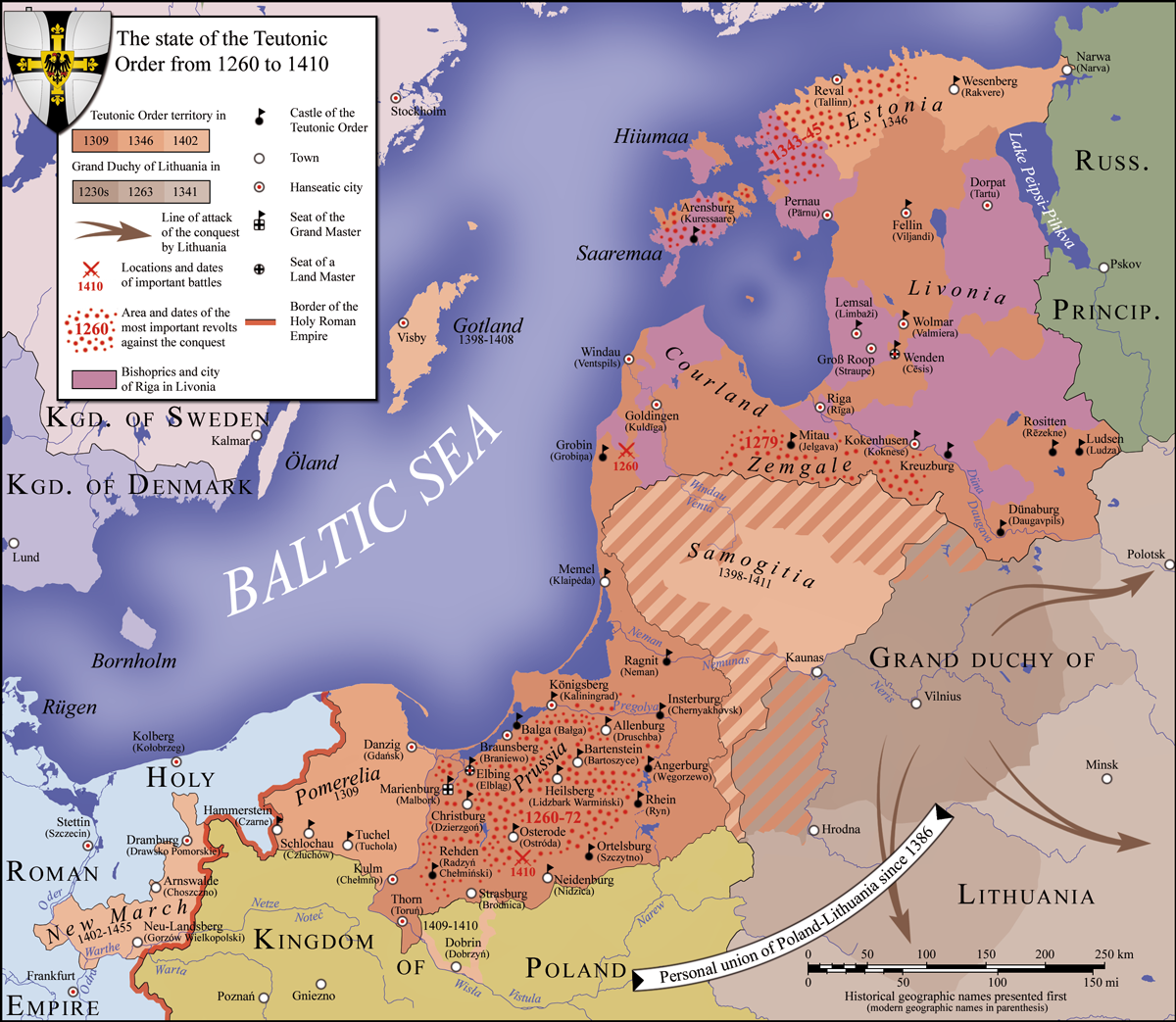
Lãnh thổ của Hiệp sĩ Teuton vào năm 1410.

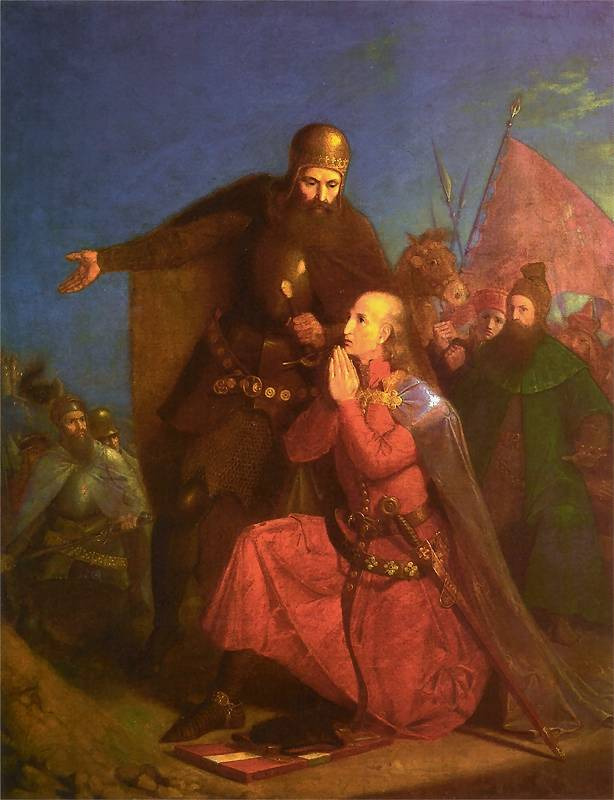
Công tước Tối cao Witold của Litva và Władysław Jagiełło trước trận Grunwald. Tranh sơn dầu của Jan Matejko.

Năm 1409, quân Hiệp sĩ Teutons khởi động chiến tranh với Ba Lan - Lithuania. Về phần mình, phe Hiệp sĩ Teutons quyết tâm phát động chiến tranh vì: (1) nỗ lực phá hoại liên minh Ba Lan - Lithuania của Teutons thất bại; (2) cuộc nổi dậy chống Teutons đó Đại công Vytautas phát động; (3) vùng Brandenburg đáng lý ra thì trao cho Teutons, nhưng vừa Witold lại trào ngược lại cho Ba Lần như biểu hiện của lòng trung thành với minh chủ Ba Lan; (4) viên thống lĩnh Teutons mới là Ulrich von Jungingen thi hành chính sách thù địch với Ba Lan.
Tháng 7/1409, Đại hội đồng của Hiệp sĩ Teutons (inczyca) đã họp và quyết định gửi một thông điệp tới Malbork, nơi vua Ba Lan đang ở. Bị kích động chiến tranh bởi viên giám mục hiếu chiến Nicolas Kurowski, thống lĩnh von Jungingen quyết định tuyên bố chiến tranh với Ba Lan. Hai ngày sau khi tuyên bố chiến tranh, ngày 19/7/1409, quân đội của Hiệp sĩ Teutons chia thành bốn cánh quân tiến vào Ba Lan. Đạo quân xâm lược nhanh chóng đánh chiếm Dobrzyń, Rypin, Lipno, chiếm đóng lâu đài Bobrowniki và Złotoria. Một đội quân Teutons khác dưới sự lãnh đạo của viên tướng xứ New Marchia (Arnold von Baden) đã tiến đến gần Drezdenko. Các cánh quân từ Ostródzka và Brandenburg tiến vào Mazovia, đốt cháy và cướp bóc vùng đất này. Một đạo quân khác của Teutons tấn công vào Tuchola và quân của Człuchów tấn công Krajna. Lâu đài Kamień i Sępólno bị quân Teutons đánh chiếm và phá hủy. Vào thời điểm đó, một đơn vị Ba Lan từ Bydgoszcz đã chiến đấu với đối phương, đánh bại và giam cầm đội trưởng Świecie. Các đơn vị Ba Lan từ khu vực Tucholsko-Człuchów đã đánh bại nhiều cuộc tấn công của quân đội Teutons, và sau đó họ chiếm đóng Bydgoszcz.
Đồng thời, quân đội Lithuania ủng hộ quân nổi dậy và tiếp quản thành phố Żmudź. Quân đội Ba Lan tập trung tại Wolbórz vào ngày 15/9, rồi tiến lên phía bắc bao vây thành công thành Bydgoszcz (10/1409). Mặc cho phía Teutons bắt đầu cuộc đàm phán từ đầu năm 1410, cuộc chiến tranh vẫn tiếp tục. Quân đội Ba Lan đã vượt qua sông Vistula gần Czerwińsk (ở Mazovia) và gia nhập quân đội Lithuania-Smolensk (Ruthenian), sau đó đội quân Ba Lan - Lithuania bắt đầu vượt qua biên giới và tiến đến gần Lidzbark (ngày 9 tháng 7 năm 1410). Động thái táo bạo của Władysław II tấn công ngay chính giữa thủ đô của Teutons đã gây bất ngờ cho Đai thống lĩnh Teutons. Đại thống lĩnh quyết định đem quân tiến đến Malbork để giáp mặt với quân đội liên minh trên các cánh đồng gần làng Grunwald. Cuộc chiến diễn ra vào ngày 15 tháng 7 năm 1410. Trận Grunwald là trận chiến lớn nhất giữa các Hiệp sĩ Teutonic và Ba Lan và một trong những trận đánh lớn nhất ở châu Âu thời trung cổ. Vị thống lĩnh Ulrich von Jungingen và hầu hết các tướng của Hiệp sĩ Teutons đều chết trận.
Sau trận thắng Grunwald, Wladyslaw II đem quân đến bao vây thủ đô của Hiệp sĩ Teutons là Malbork. Lúc đầu, Wladyslaw không dự định bao vây vì sợ dân Lithuania sẽ phản kháng nếu Ba Lan giành ưu thế. Mặc dù nghĩ như thế, nhưng ông vẫn cho bao vây thành công Malbork, buộc quân giữ thành ra hàng sau hơn 2 tháng bị mất cứu viện. Quân Teutons còn cố gắng mở tiếp trận Koronowo (10 tháng 10 năm 1410), nhưng cũng bị Ba Lan đánh bại nốt. Ở phía nam Ba Lan, quân Teutons của Sigismund của Brandenburg lần lượt rút lui, nhưng bị đối phương chặn đánh quyết liệt ở trận Bardejov (ở Hungary).
Chiến tranh kết thúc với thắng lợi nghiêng về Ba Lan, Hiệp sĩ Teutons thất bại buộc phải ký hiệp ước Toruń (1/2/1411). Theo hiệp ước này, Ba Lan giữ được vùng Dobrzyń với các lâu đài ở Złotoria và Bobrowniki, Samogitia; Công tước Mazovia chiếm Zawkrze. Hiệp sĩ Teutons giữ vững Toruń và đất Chełmno, phải bồi thường 6 triệu grosz Ba Lan để trao đổi tù nhân. Để buộc được Wladyslaw II theo Ki-tô giáo, Sigismund của Lurxemburg ký với vua Ba Lan bản hiệp ước hòa bình ở Lubowla (tháng 3/1412) với nội dung là buộc Ba Lan "tặng" cho Teutons 37.000 PLN - vô hình trung làm Ba Lan tăng cường quyền lực của mình trên trường châu Âu đến tận thế kỷ XVIII. Tóm lại với kết quả của hiệp ước Toruń, sức mạnh của Hiệp sĩ Teutons bị bẻ gãy và suy yếu

### Chính sách đối ngoại của Ba Lan sau trận Grunwald
Mặc dù hiệp ước đã được Wladyslaw II ký kết với Sigismund và Hiệp sĩ Teutons, nhưng ông vẫn muốn phá vỡ sự ràng buộc này (của Sigismund và Hiệp sĩ Teutons) để tạo thế đứng trên đất châu Âu. Hiệp ước được ký tại Lubovla vào ngày 15 tháng 3 năm 1412 cho phép vua Sigismund trao 12 thành phố ở Đức để đổi lấy khoản vay tiền do Wladyslaw II cấp. Hiệp ước Lubovla không được thực thi do mâu thuẫn giữa hai bên Wladyslaw với Sigismund, làm nổ ra cuộc chiến tranh ngắn ngủi năm 1414. Trong khi chuẩn bị chiến tranh với Sigismund, Wladyslaw II củng cố liên minh Ba Lan - Lithuania bằng hiệp ước liên minh năm 1413. Theo hiệp ước 1413, cả hai quốc gia cùng theo chính sách đối ngoại chung, quyền lực được thống nhất bởi giới quý tộc Ba Lan, và chính quyền Lithuania được tổ chức theo mô hình Ba Lan.
Sau thất bại của Hiệp ước Lubovla, Wladyslaw II tìm cách giải quyết tranh chấp với Teutons thông qua Công đồng Constance - nơi ông gửi một phái đoàn Ba Lan do Tổng giám mục Gniezno, Mikołaj Trąba sang đối chất. Vấn đề dị giáo ở Samogitia được đưa ra thảo luận, Ki-tô giáo chính thức vào Lithuania. Để bảo vệ dị giáo, Paweł Włodkowic đã viết một luận văn về quyền lực của hoàng đế và giáo hoàng liên quan đến tín hữu, trong đó ông bảo vệ quyền lợi của người dị giáo và cho phép họ thành lập quốc gia mới. Tranh chấp giữa Ba Lan với Teutons không được giải quyết, và Wladyslaw II buộc phải bỏ dở việc cầu cứu này và lại đi qua cầu cứu Giáo hoàng Martinô V giải quyết tranh chấp, nhưng không thành. Được sự ủng hộ của Tòa thánh La Mã, Hiệp sĩ Teutons gây ra cuộc chiến tranh Golub (1422), nhưng Ba Lan quyết định hòa đàm bằng hòa ước hồ Melno. Theo hòa ước Melno, Ba Lan nhận được Nieszawa, Murzynowo và Orłowo, trong khi Lithuania chắc chắn giữ lại Żmudź. Cuộc chiến Golub kết thúc vào cuối năm 1422 bằng liên minh giữa vua Ba Lan với Phiên hầu tước của Brandenburg, Fryderyk I Hohenzollern. Wladyslaw II cũng tính đến việc lên ngôi vua Czech để chống lại khởi nghĩa Hussites và Sigismund, nhưng lại bỏ qua. Tuy nhiên, Wladyslaw II cử đại diện của Lithuania là Zygmunt Korybutowicz tới Prague để nắm ngôi vua Czech tạm thời. Vua Sigismund của Đức phải nhượng bộ: cuộc hội họp Kezmarok năm 1423 tuyên bố vua Sigismund không ủng hộ Teutons, vua Wladyslaw II không ủng hộ người Hussites.

### Chiến đấu để duy trì triều đại
Wladyslaw II lấy vợ và có con rất muộn màng. Vợ ông là hoàng hậu Sophia hạ sinh con đầu lòng là hoàng tử Wladyslaw lúc ông đã 73 tuổi, nhưng hoàng tử bé này không có quyền kế tục cha do luật về bầu cử quốc vương đã có từ thời người vợ trước - Jadwiga của Ba Lan. Để giải quyết, Wladyslaw II yêu cầu sự cho phép của các thành phố, sự ủng hộ của quý tộc Ba Lan cho quyền kế tự của con trai Wladyslaw II. Năm 1430, nhà vua ban hành sắc lệnh đảm bảo cho quyền kế vị của con trưởng Wladyslaw. Trước đó, đại hội Lutsk năm 1429 Sigismund công bố ý định lên ngôi vua Lithuania thay thế đại công Witold, nhưng bị quý tộc Lithuania nghi ngờ và ngầm phản đối. Cái chết bất ngờ của đại công Witold vào ngày 27 tháng 10 năm 1430, đã cản trở kế hoạch đăng quang của Sigismund.
Ở Lithuania, Jagiełło đã bổ nhiệm em trai út là Swidrygiello làm đại công mới. tuy nhiên đã khuấy động một phản ứng dữ dội của giới quý tộc Ba Lan, bởi vì nó đã phá vỡ các điều khoản của liên minh ở Horodło. Sự vô chính phủ ở Lithuania làm quân đội nổi loạn ở Podole. Ngoài ra, Swidrygiello đã tham gia vào một giao ước với Hiệp sĩ Teutons, điều này dẫn đến chiến tranh với Wladyslaw II và với Hiệp sĩ Teutons.

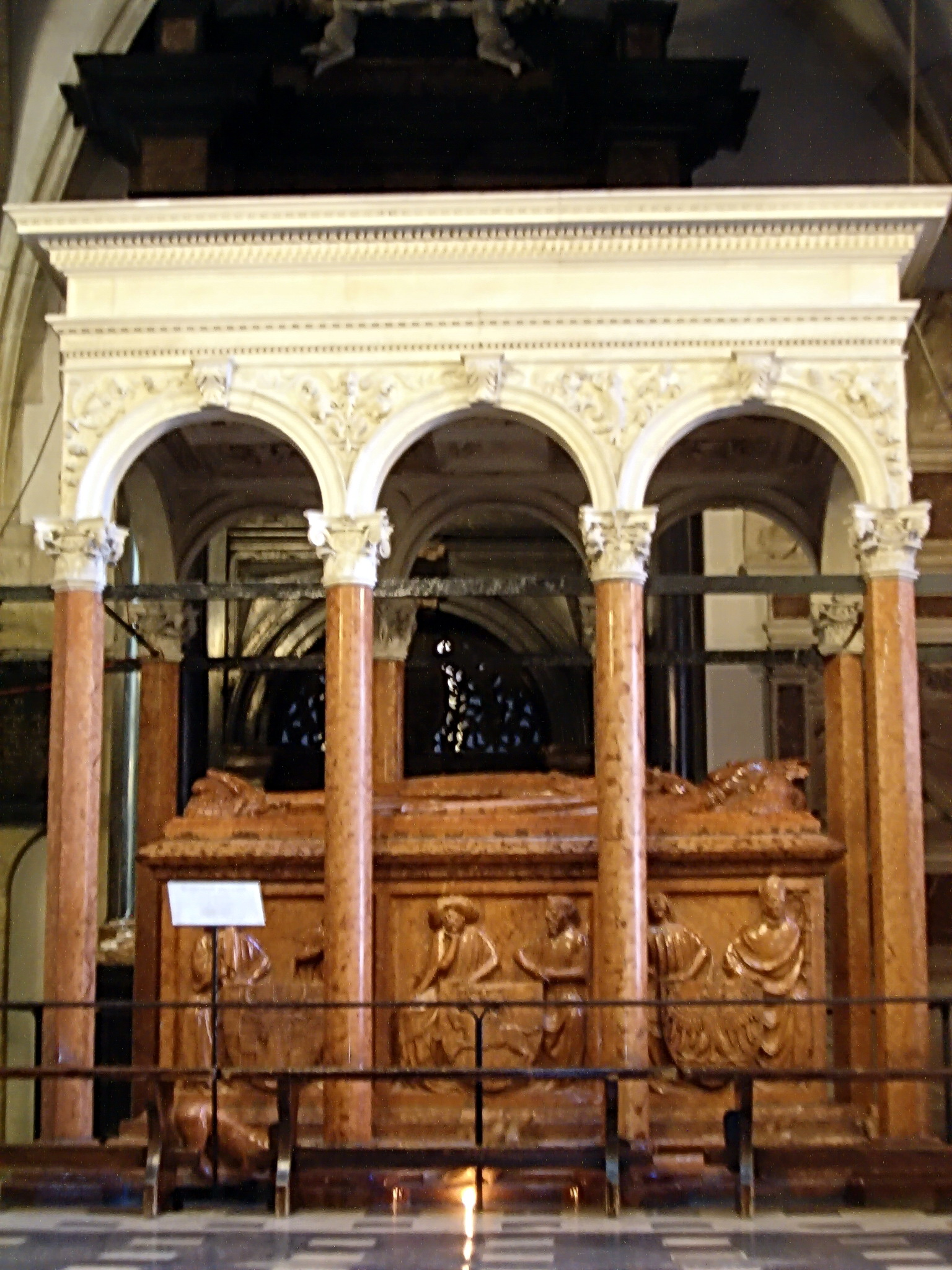
Mộ phần Władysława II Jagiełło.

Sự kế vị ở Ba Lan và Lithuania đã được giải quyết theo quy ước Sieradz năm 1432. Nhà vua sau đó đã đạt được kết quả từ các đại quý tộc Ba Lan cho phép con trai được đăng quang ngay sau cái chết của Władysław II, quyền lực của Svidrygiello ở Lithuania đã được công nhận. Tuy nhiên, ràng buộc giữa Ba Lan với Hiệp sĩ Teutons không bị phá vỡ ngay cả khi Wladyslaw II vừa qua đời. Ngày 1 tháng 9 năm 1432, Zygmunt Kiejstutowicz (Sigismund) tiếp quản quyền lực trong cuộc đảo chính ở Lithuania. Ngày 15 tháng 9 năm 1432, Wladyslaw II ký với đại công Lithuania hiệp ước thành lập liên minh Grodno - hiệp ước này cấm vua Ba Lan lên ngôi Lithuania và buộc ông ta phải phá hủy liên minh với Teutons. Cùng năm 1432, một cuộc chiến ngắn ngủi giữa Ba Lan - Hussites với Hiệp sĩ Teutons diễn ra, cuối cùng bất phân thắng bại và phải ký thỏa thuận ngừng bắn Łęczyca (1434). Thỏa thuận này bị gián đoạn bởi trận đánh Lipany, cuối cùng chính thức ký kết. Theo thỏa thuận 1434, Sigismund của Lithuania chính thức lên ngôi vua Czech

## Băng hà
Năm 1434, trên đường sang thăm Rus-Kiev, Wladyslaw II dừng chân tại Medyka. Ông bị cảm lạnh và ngủ hay gặp ác mộng, rồi qua đời vào ngày 1 tháng 6 năm 1434 tại Gródek. Thi hài nhà vua được đưa về Krakow vào ngày 11 tháng Sáu. Thi thể được chôn cất tại nhà thờ Wawel. Wladyslaw II có 5 người con, con trưởng là Wladyslaw lên ngôi hiệu Władysław III của Ba Lan.